# Czechosłowacka Armia Ludowa

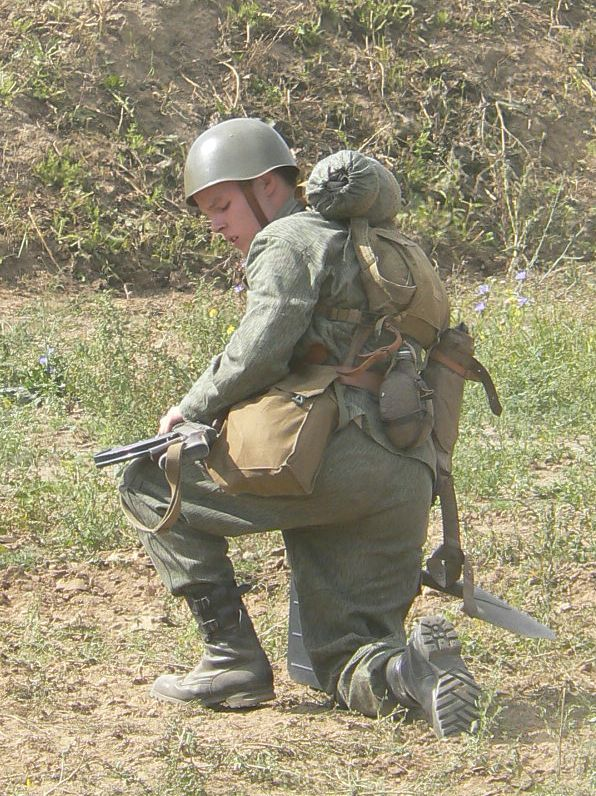
Żołnierz czechosłowacki w mundurze polowym (rekonstrukcja)

Czechosłowacka Armia Ludowa, CzAL (cz. Československá lidová armáda, ČSLA; słow. Československá ľudová armáda, Česko-slovenská ľudová armáda) – czechosłowacka armia w latach 1954–1990.